# Maria Gaetana Agnesi
Pour les articles homonymes, voir Agnesi.
Maria Gaetana Agnesi, née à Milan (Italie) le 16 mai 1718 et morte le 9 janvier 1799 dans sa ville natale, est une mathématicienne italienne. Elle a écrit un traité d'analyse mathématique renommé pour sa clarté et l'unité de sa méthode. Un ouvrage de philosophie est également paru sous son nom alors qu'elle avait neuf ans ; elle présente un discours, en latin, sur le droit des femmes à l'éducation.
Elle est nommée à l'université de Bologne par le pape Benoît XIV. Cependant, elle n'y a jamais enseigné. Délaissant la science après la mort de son père, elle a consacré toute la seconde partie de sa vie à « Servire a Dio e giovare al prossimo » (« servir Dieu ainsi que le prochain »).

## Biographie

### Enfant prodige
Maria Gaetana Agnesi naît le 16 mai 1718 à Milan de parents « nobles et riches ». Sa famille s'est enrichie dans l'industrie de la soie ; elle est l'aînée de très nombreux enfants. Sa mère, qu'elle perdra à l'âge de 13 ans, s'appelle Anna,. Son père, Pietro, dont c'est le premier mariage (il en aura deux autres), est riche ; le talent de deux de ses filles, qu'il met en vitrine, servira à sa promotion sociale.
Elle parle déjà le français, appris de sa nourrice, à l’âge de cinq ans. Son père lui donne des précepteurs. Le 18 août 1727 (elle a neuf ans), devant une assemblée qu'on a réunie pour l'entendre, elle présente de mémoire un discours d’une heure, en latin, sur le sujet du droit des femmes à l'éducation, ; ce texte est publié la même année. À onze ans, elle sait assez de grec pour traduire sans préparation de cette langue au latin. Vers la même époque elle se met aux Éléments d'Euclide.[réf. nécessaire]
En décembre 1730 on la trouve atteinte d'un mal étrange, qu'on attribue au manque d'exercice ; on lui conseille donc la danse et l'équitation. « Comme elle était, tant par son âge que par son caractère, pleine de feu et entreprenante », elle se jette dans les activités, mais devient alors la proie de crises quotidiennes de convulsions. C'est à cette période qu'elle perd sa mère. Elle se rétablit en obéissant à l'injonction de se modérer.
À treize ans, outre l'italien et le français, elle a appris le latin, le grec, l’hébreu, l’espagnol et l’allemand ; ses talents de polyglotte lui valent l’admiration. Elle a quatorze ans quand son père décide de tenir salon. Charles de Brosses, durant son voyage en Italie, participe à l'un de ces salons. Elle en est l'attraction avec Maria Teresa et présente régulièrement des exposés sur les sujets philosophiques les plus complexes. C'est à cette époque qu'elle devient une newtonienne convaincue,.
En 1738 (elle a vingt ans), son père réunit un auditoire de nobles, ministres, sénateurs et lettrés pour l'entendre traiter de questions diverses de philosophie et d’histoire naturelle. Le recueil de 190 propositions qui en résulte est publié la même année,. L'année suivante, Frédéric-Christian, fils d'Auguste III de Pologne, en visite à Milan, se fait inviter, au grand plaisir de Pietro Agnesi, pour entendre Maria Gaetana et sa sœur claveciniste.
Pendant tout ce temps, l'aînée s’occupe de l’éducation des plus jeunes membres de sa famille.

### De vingt à trente ans: la retraite studieuse
La jeune femme veut entrer au couvent, mais y renonce devant la réaction de son père. Toutefois, les apparitions publiques cessent, elle a la permission de se vêtir simplement et d'aller à l'église quand elle le veut : elle entre dans une sorte de retraite et se consacre à la dévotion et aux études. Dans les vérités de la géométrie, avait-elle l'habitude de dire, elle trouvait la pleine satisfaction de son esprit. Mais elle consulte fréquemment par lettre, y compris à l'étranger et reçoit de nombreuses demandes de consultation.
Elle écrit un commentaire, dont le besoin se faisait grandement sentir, sur le Traité analytique des sections coniques du marquis de L'Hôpital, mais elle n'en permet pas la publication.
Avec l'aide du père Ramiro Rampinelli (en) (1697-1759), elle étudie l'Analyse démontrée (1708) de Charles-René Reynaud (1656-1728) ; elle se familiarise sans doute aussi à la même époque avec les travaux d'Euler[réf. nécessaire].

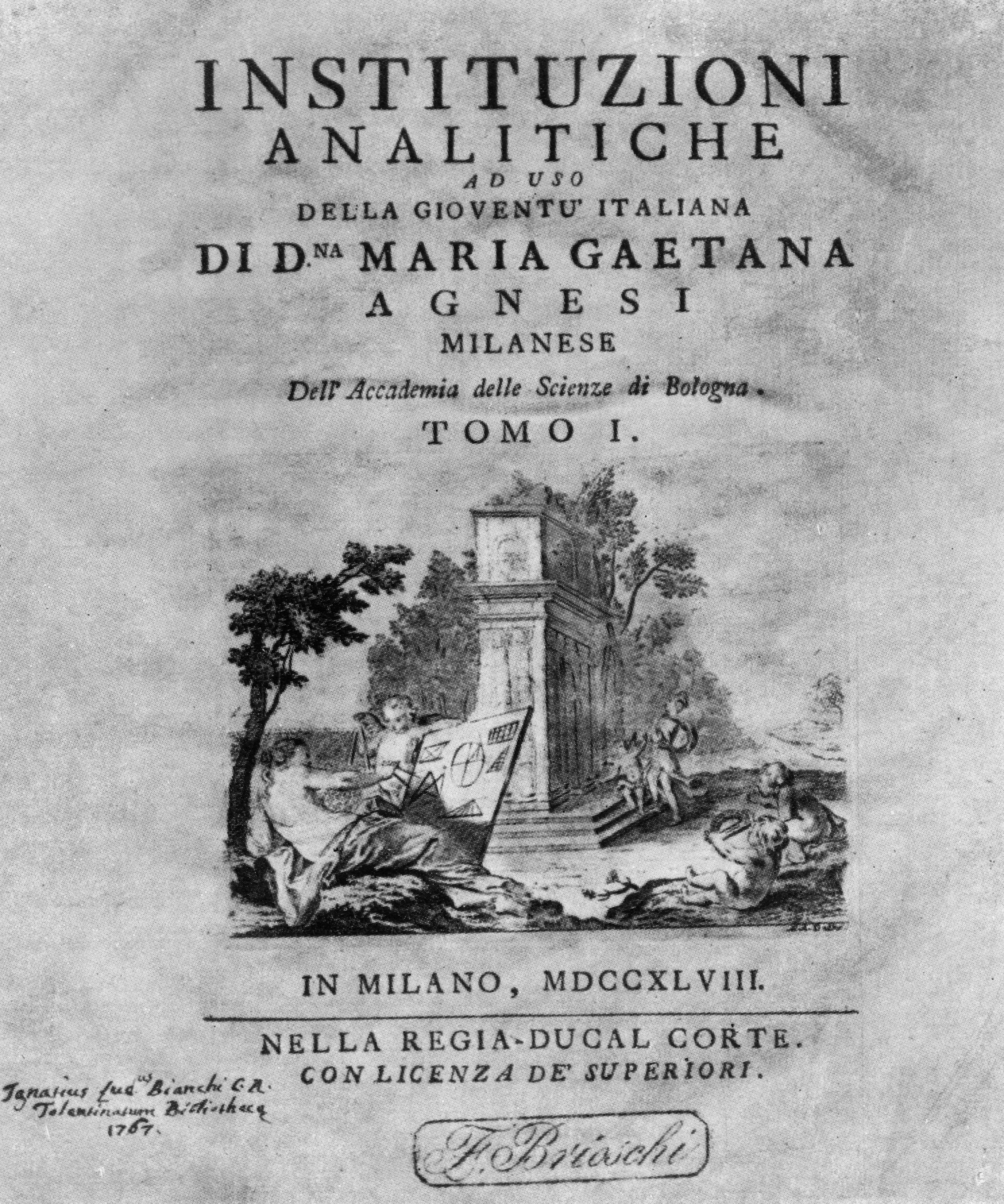
Première édition des Instituzioni analitiche.

Son œuvre principale, les Institutions analytiques, paraît en 1748 ; elle a alors trente ans,.

#### Institutions analytiques
Les Institutions analytiques sont écrites en italien, « à l'usage de la jeunesse italienne », ce qui indique dans le titre même la volonté d'Agnesi de fournir ce qu'on appellerait aujourd'hui un « manuel scolaire », ou un manuel d'introduction. L'ouvrage est divisé en quatre « livres » :
1. l'analyse des quantités finies (l'algèbre élémentaire) ;
2. le calcul différentiel (l'analyse des quantités infiniment petites) ;
3. le calcul intégral ;
4. la « méthode inverse des tangentes » (les équations différentielles).

Le livre sur le calcul intégral incorpore du contenu inédit sur les polynômes, que Jacopo Riccati (1676–1754) a confié à Agnesi pour publication à la suite de l'échange de plusieurs lettres où celle-ci a pu profiter de son expérience,,,,.
Dans sa préface au lecteur, Maria Gaetana Agnesi décrit le besoin qu'elle voit d'un manuel d'analyse mathématique :
- le sujet est important, son étude est même nécessaire : « sia necessario lo studio dell'analisi » (préface) ;
- de nombreuses personnes veulent s'en instruire ;
- les maîtres sont rares ;
- les ressources imprimées sont éparses, de complexité et de styles inégaux ;
- le livre du père Reynaud n'est plus à jour, l'analyse étant en plein développement.

On peut ajouter à cela le manque de normalisation (notation de Leibniz et notation de Newton).
Le livre contient aussi une discussion de la courbe cubique, qu'on connaît maintenant sous le nom de courbe d'Agnesi ou sorcière d'Agnesi et exprimée sous la forme {\displaystyle y={\frac {8a^{3}}{x^{2}+4a^{2}}}}.
Pour répondre à cette demande et tenir compte des dernières découvertes, Maria Gaetana Agnesi, qui doit présenter un exposé méthodique, uniforme et clair, réarrange l'ordre des matières et apporte par endroits des améliorations de son cru. Dans sa préface, elle ne cache pas l'ampleur de ce travail ; il en résultera toutefois que les personnes désireuses d'aborder le sujet disposeront désormais d'un manuel en langue vernaculaire. Agnesi supervise l'impression du texte (et de ses formules mathématiques), les presses ayant été transportées dans sa maison,.

#### Accueil fait auxInstitutions
L'accueil fait à l'ouvrage, en France et en Allemagne, est excellent.

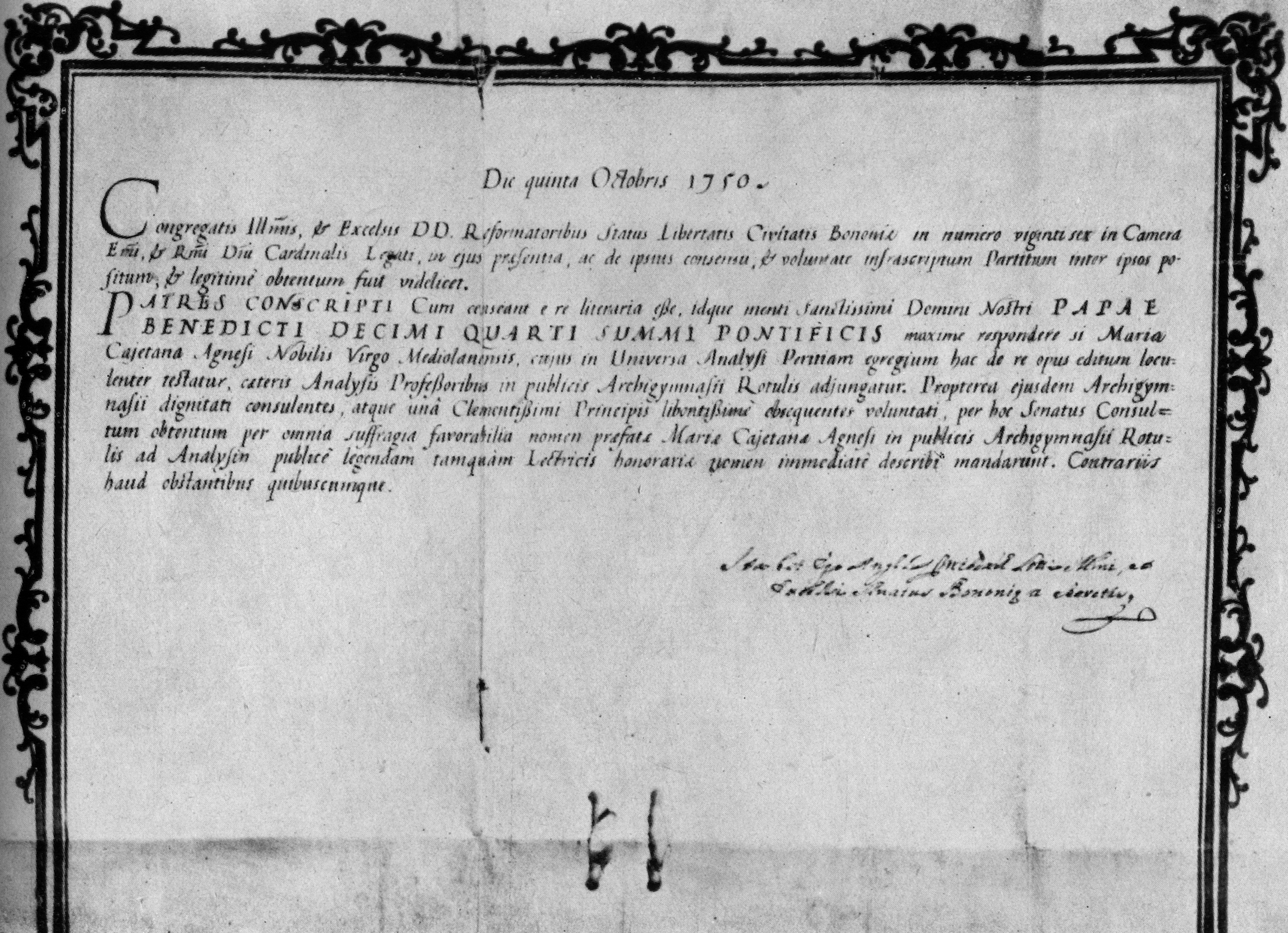
Nomination à l'université de Bologne, le 5 octobre 1750.

En Italie, le 21 juin 1749, le pape Benoît XIV lui écrit qu’il voit ce que son œuvre peut apporter à la reconnaissance de l’Italie et de l’Académie de Bologne, où elle avait été reçue en 1748. Le pape a lu quelques-uns de ses chapitres sur l'algèbre élémentaire, et la nomme immédiatement lectrice honoraire à l’université de Bologne (qui fait alors partie des États pontificaux). Il demande aussi au sénat de cette ville qu'on lui confère une chaire de mathématiques et, sa nomination faite, l'en informe le 26 septembre 1750, soulignant que ce sont ses seuls mérites qui lui donnent droit à cette chaire : « ella non deve ringraziar Noi, ma que Noi dobbiamo ringraziar lei » (« Vous ne devez pas Nous remercier ; c'est Nous qui le devons »). Parmi les nombreuses personnes qui la félicitent, Laura Bassi, première femme nommée professeur à l'université de Bologne. Son nom demeurera durant quarante-cinq ans dans les registres de l’université, mais elle n'ira jamais à Bologne.

#### Traductions
Les livres 2, 3 et 4 paraîtront en français en 1775, traduits par Pierre-Thomas Anthelmy (1730-1783), avec des ajouts de Charles Bossut (1730-1814). À cette occasion, Étienne Mignot de Montigny (1714-1782) lui écrit :
« Je n’ai connaissance d’aucun ouvrage de ce type qui soit plus clair, plus méthodique, plus complet que vos Institutions analytiques. […] J’admire particulièrement l’art avec lequel vous présentez dans une méthode uniforme les diverses conclusions dispersées dans l’œuvre de plusieurs géomètres, et atteintes avec des méthodes extrêmement différentes. »
John Colson (1680-1760), professeur lucasien de mathématiques de Cambridge, inclut pour sa part dans sa traduction anglaise le livre premier de l'original italien. Cette traduction ne paraîtra qu'après sa mort et celle d'Agnesi.

### Vie religieuse

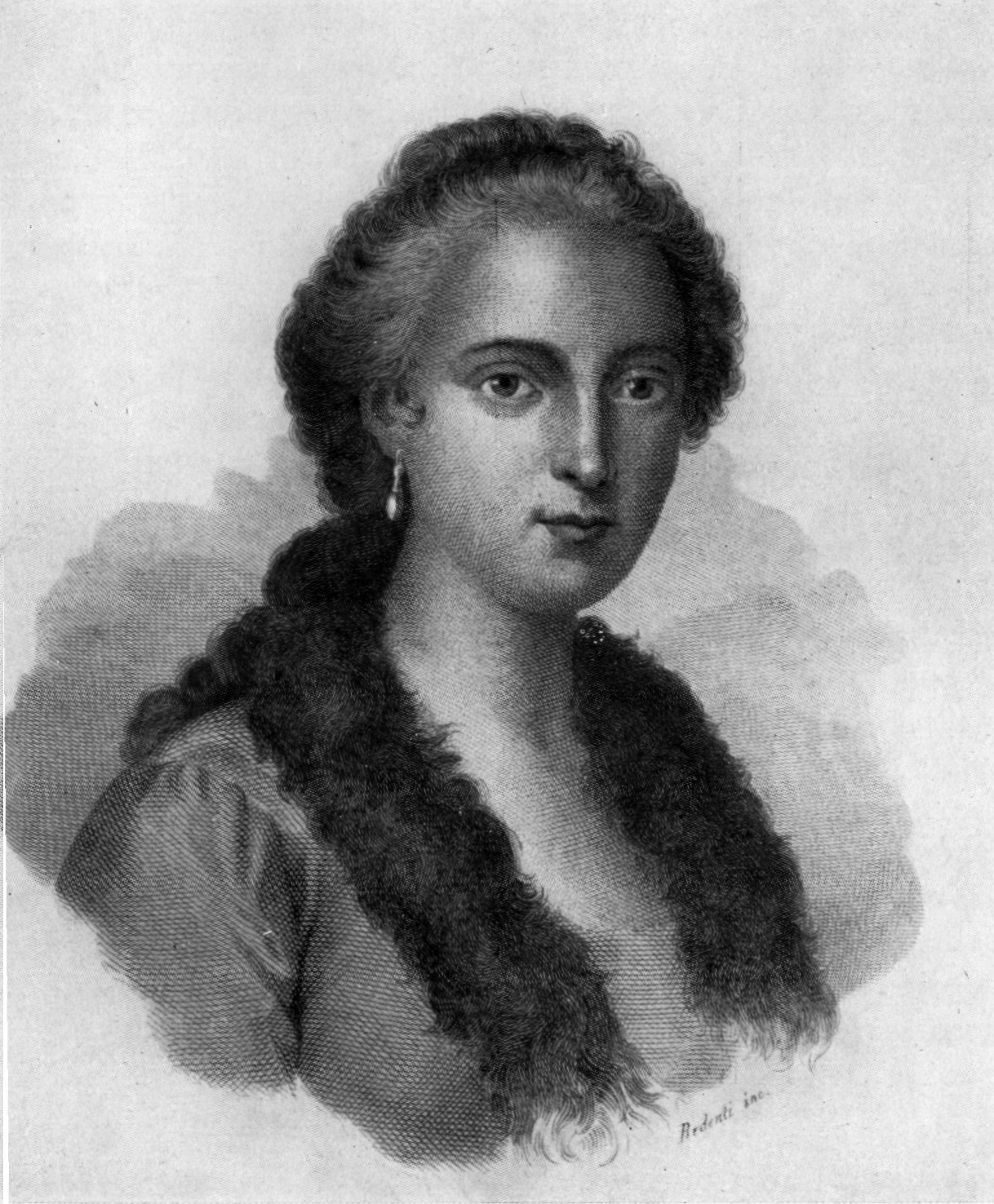
Maria Gaetana Agnesi.

En 1752, quatre ans se sont écoulés depuis la parution des Institutions et deux depuis sa nomination à Bologne. C'est cette année-là que son père meurt, laissant la famille endettée par ses dépenses de prestige. Elle se consacre alors au service des pauvres et à l'étude de la théologie (particulièrement de la patristique) :
« L’uomo deve sempre operare per un fine, il cristiano per la gloria di Dio ; finora spero che il mio studio sia stato a gloria di Dio, perché giovevole al prossimo, ed unito all’obbedienza, essendo tale la volontà e genio di mio Padre : ora, cessando questa, trovo modi e mezzi migliori per servire a Dio e giovare al prossimo. »
« L'homme doit toujours agir pour une fin, le chrétien pour la gloire de Dieu ; j'espère que mes études ont eu pour but cette gloire, puisqu'elles pouvaient être utiles au prochain et qu'elles étaient conformes à l'obéissance, telles étant alors la volonté et le désir de mon père ; aujourd'hui, en cessant de m'y livrer, je trouve de meilleurs moyens pour servir Dieu ainsi que le prochain, et je dois et veux employer ces moyens. »
Elle décline les demandes de consultation en mathématiques, ce que beaucoup lui reprochent, elle n'écrira plus d'ouvrages pour le public et ne mettra pas à jour ses Institutions, malgré les progrès rapides de l'analyse. Sa bibliothèque est vendue et dispersée,. Un jour toutefois, l'archevêque de Milan, le cardinal Pozzobonelli, la consulte sur un livre posant des questions théologiques délicates ; elle trouve une solution agréée à la fois par l'archevêque et l'auteur du livre,.
Elle vit d'abord dans la maison paternelle (on lui en a octroyé le treizième puisque c'est le nombre des enfants qui restent) ; elle y accueille des femmes malades. En 1759, manquant de place, elle loue une maison et sollicite des dons pour ses bonnes œuvres. Elle enseigne le catéchisme tout en conservant ses autres activités. Quelque temps directrice, sans solde, de la section des femmes d'un hospice, elle va y habiter en 1783. Sa santé exige parfois qu'elle fasse des séjours à la campagne, mais c'est dans cet hospice qu'elle meurt en 1799, à 80 ans, plus de 50 ans après la publication de son œuvre majeure.
Sa sœur Maria Teresa (1720–1795), claveciniste et compositrice, a, entre autres, écrit des opéras.

## Œuvres

### Publications
- (la) Oratio qua ostenditur artium liberalium studia a faemineo sexu neutiquam abhorrere [« Discours par lequel on montre que l'étude des arts libéraux n'est aucunement incompatible avec le sexe féminin »], Milan, Malatesta, 1727[6]
  - (la) Oratio […], Padoue, Manfré, édition de l'Académie des Ricovrati, 1729Comprend aussi des textes de Diamante Medaglia Faini, Aretafila Savini de Rossi et Giuseppa Eleonora Barbapiccola ; ne comprend pas les échanges et poèmes du salon de 1727
  - (en) Rebecca Messbarger et Paula Findlen (dir. et trad.), « The studies of the liberal arts by the female sex are by no means inappropriate : debates over women's learning in eighteenth-century Italy », dans The contest for knowledge, University of Chicago Press, coll. « The other voice in early modern Europe », 2005, 208 p. (ISBN 9780226010557).
- (la) Propositiones philosophicae quas crebris disputationibus domi habitis coram clarissimis viris explicabat extempore et ab objectis vindicabat Maria Cajetana De Agnesiis Mediolanensis [« Proposition philosophiques »], Milan, In Cura Regia, 1738.
- (it) Instituzioni analitiche, ad uso della gioventù italiana (deux tomes), Milan, Nella Regia-Ducal Corte, 1748 (DOI 10.3931/e-rara-8620, lire en ligne).
  - Traités élémentaires de calcul différentiel et de calcul intégral  (trad. Pierre-Thomas Anthelmy avec des additions de Charles Bossut), Paris, Claude-Antoine Jombert fils aîné, 1775 (DOI 10.3931/e-rara-3546, lire en ligne).
  - (en) Analytical institutions […] (quatre volumes)  (trad. John Colson), Londres, 1801.

### Manuscrits
En plus d'un commentaire du Traité analytique des sections coniques du marquis de l'Hôpital, Maria Gaetana Agnesi a laissé des manuscrits qu'elle ne destinait pas à la publication, dont une traduction en grec de Il combattimento spirituale du père Laurent Scupoli et Il cielo mistico, cioè contemplazione delle virtù, dei misteri e delle eccellenze del Nostro Signore Gesù Cristo (ce dernier texte est inclus dans l'ouvrage d'Anzoletti).

## Postérité

### Histoire des femmes
Le « cas Agnesi » apparaît l'année de sa mort. De nombreuses études lui sont consacrées, fondées sur le fait qu'elle était une femme. De sa vie et son œuvre, on a les éléments suivants :
- le discours prononcé quand elle avait huit ans, mais qu'elle n'a que traduit ;
- la troisième proposition philosophique de 1738 : « Optime etiam de universa Philosophia infirmiorem sexum meruisse nullus inficiabitur ; nam praeter septuaginta fere eruditissimas mulieres quas recenset Menagius complures alias quovis tempore floruisse novimus, quae in philosophicis disciplinis maximam ingenii laudem sunt assecutae. Ad omnem doctrinam eruditionemque etiam muliebres animos natura comparavit : quare paulo injuriosius cum faeminis agunt, qui eis bonarum artium cultum omnino interdicunt, eo vel maxime, quod haec illarum studia privatis publicisque rebus non modo haud noxia futura sint, verum etiam perutilia. »[37],Le livre de Ménage auquel elle fait allusion est Historia mulierum philosopharum (Lyon, 1690) ;
- un raisonnement a fortiori, dans le langage courtisan de sa dédicace à l'impératrice : si une femme peut exercer aussi bien une fonction aussi éminente que celle de votre Majesté, alors tout lui est possible (alors elle peut, entre autres, s'occuper d'analyse mathématique)[38].

Un peu de recul fait apparaître les points suivants, qu'il n'est pas nécessairement facile de concilier tous à la fois :
- Maria Gaetana Agnesi parle fermement des droits des femmes à l'éducation ; il n'est pas possible de douter qu'il s'agisse de sa propre opinion ;
- nous avons des signes d'un désaccord entre Maria Gaetana et son père quand, à vingt ans, elle gagne le droit de se vêtir simplement et d'aller à l'église quand elle le veut ;
- une grande obscurité perdure sur les rapports entre le père et ses deux filles célèbres ; à la mort de son père, Maria Gaetana Agnesi prend acte de sa liberté nouvelle et réoriente complètement sa vie ; Maria Teresa pour sa part montre son irrespect en se mariant au beau milieu de la période de deuil[39] ;
- deux femmes en Italie, au XVIIIe siècle, ont été nommées professeurs à l'université (par le même Benoît XIV d'ailleurs), dans le contexte des Lumières catholiques : Laura Bassi (1711-1778), puis Agnesi.
- elle rencontre Joséphine de Lorraine (1753-1797) et aurait peut-être inspiré à cette dernière l'idée d"écrire des Institutions préliminaires de physique et un ébauche de cours de mathématiques pour son fils, dans la mesure où celle-ci, compte tenu de sa position, ne pouvait se permettre de publier des écrits scientifiques[40].

### Éponymie
- L'astéroïde (16765) Agnesi porte son nom[41].
- De même Agnesi, cratère de 42 km sur Vénus[42],[43].
- Il y a des rues Agnesi à Milan, à Bologne, à Monza, à Bovisio-Masciago.
- À Milan également, on trouve, portant son nom, l'Istituto Magistrale Statale Gaetana Agnesi et une école élémentaire pour filles.
- À Varedo, où elle allait l'été (et où se trouve la villa Agnesi), il y a une « scuola media G. Agnesi ». Devant la mairie, une courbe d'Agnesi a été tracée sur la chaussée[44].
- À Florence, il y a une « scuola primaria G. Agnesi ».

La courbe d'Agnesi, étudiée avant elle par Pierre de Fermat et, en 1703, par Guido Grandi, porte son nom, en signe de reconnaissance du travail qu'elle lui a consacré. Quant au nom de « sorcière d'Agnesi » donné à cette courbe, il est dû à une erreur de traduction. Colson, le traducteur, avait, dans son manuscrit, confondu « la versiera » et « l'avversiera ».

### Dans la littérature
- Carlo Goldoni fait une allusion à Agnesi dans sa pièce Il medico olandese (Le médecin hollandais), acte 1, scène 2 : « È italiana l’autrice, signor, non è olandese, donna illustre, sapiente, che onora il suo paese. » (« L'auteur est italienne, monsieur, pas hollandaise, dame illustre, savante, honneur de son pays »). La première de la pièce a eu lieu à Milan en 1756.

### Iconographie

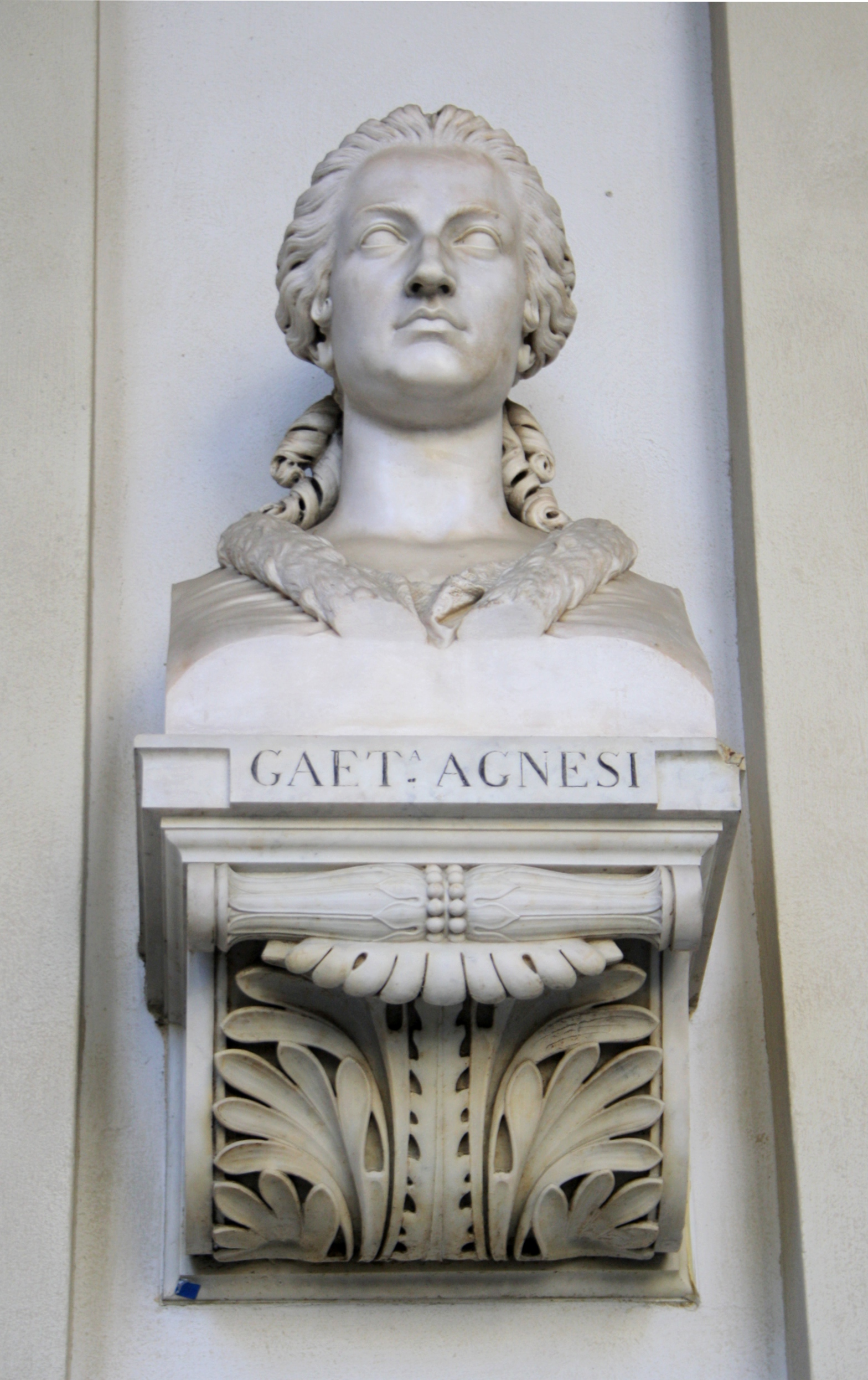
Buste à la pinacothèque de Brera.

- On peut voir à la pinacothèque de Brera un buste d'Agnesi[45]. L'artiste, Giuseppe Franchi, pour son premier buste de 1781, utilisait de faux motifs pour la voir. Il fit plusieurs copies de ce buste. Pour la copie faite plus tard pour le cardinal Antonio Dugnani et dûment retouchée pour l'âge, Agnesi accepta de poser[46],[47],[48].
- Un portrait d'Agnesi a été gravé au XIXe siècle par Ephraïm Conquy[49].
- Un doodle lui a été consacré le 16 mai 2014 sur la page d'accueil de Google dans de nombreux pays à l'occasion du 296e anniversaire de sa naissance[50].
- Deux timbres ont été émis en 2018 pour le 300e anniversaire de sa naissance, l'un par les Postes italiennes, l'autre par la Cité du Vatican.